# Junkie XL
Tom Holkenborg (n. 8 decembrie 1967), mai bine cunoscut sub numele de scenă Junkie XL și ocazional JXL, este  DJ, instrumentist, compozitor, producător și sunetist neerlandez.

## Discografie

### Albume
- Saturday Teenage Kick (1997)
- Big Sounds of the Drags (2000)
- Radio JXL: A Broadcast from the Computer Hell Cabin (2003)
- Today (2006)
- Booming Back at You (2008)
- Synthesized (2012)

### Scoruri de film
| An   | Titlu                                | Regizor(i)                          | Note                                             |
| ---- | ------------------------------------ | ----------------------------------- | ------------------------------------------------ |
| 1998 | Siberia                              | Robert Jan Westdijk                 |                                                  |
| 1999 | The Delivery                         | Roel Reiné                          |                                                  |
| 2006 | DOA: Dead or Alive                   | Corey Yuen                          |                                                  |
| 2007 | Blind                                | Tamar van den Dop                   |                                                  |
| 2010 | The Happy Housewife                  | Antoinette Beumer                   |                                                  |
| 2010 | Johan Primero                        | Johan Kramer                        |                                                  |
| 2010 | New Kids Turbo                       | Steffen Haars and Flip van der Kuil |                                                  |
| 2011 | Bringing Up Bobby                    | Famke Janssen                       |                                                  |
| 2011 | The Heineken Kidnapping              | Maarten Treurniet                   |                                                  |
| 2013 | Paranoia                             | Robert Luketic                      |                                                  |
| 2014 | 300 - Ascensiunea unui imperiu       | Noam Murro                          |                                                  |
| 2014 | Divergent                            | Neil Burger                         |                                                  |
| 2014 | Uimitorul Om-Păianjen 2              | Marc Webb                           | Cu/ca parte a Hans Zimmer & The Magnificent Six. |
| 2015 | Run All Night                        | Jaume Collet-Serra                  |                                                  |
| 2015 | Mad Max: Drumul furiei               | George Miller                       |                                                  |
| 2015 | Kill Your Friends                    | Owen Harris                         |                                                  |
| 2015 | Black Mass                           | Scott Cooper                        |                                                  |
| 2015 | Point Break                          | Ericson Core                        |                                                  |
| 2016 | Deadpool                             | Tim Miller                          |                                                  |
| 2016 | Batman vs. Superman: Zorii dreptății | Zack Snyder                         | Cu Hans Zimmer.                                  |
| 2016 | Brimstone                            | Martin Koolhoven                    |                                                  |
| 2016 | Distance Between Dreams              | Rob Bruce                           |                                                  |
| 2016 | Spectral                             | Nic Mathieu                         |                                                  |
| 2017 | Turnul întunecat                     | Nikolaj Arcel                       |                                                  |
| 2018 | Tomb Raider                          | Roar Uthaug                         |                                                  |
| 2018 | Mașinării infernale                  | Christian Rivers                    |                                                  |
| 2019 | Alita: Îngerul războinic             | Robert Rodriguez                    |                                                  |
| 2019 | Terminator: Destin întunecat         | Tim Miller                          |                                                  |
| 2020 | Sonic the Hedgehog                   | Jeff Fowler                         |                                                  |
| 2020 | Scooby Doo! Mistere cu cap și coadă  | Tony Cervone                        |                                                  |
| 2021 | Zack Snyder - Liga Dreptății         | Zack Snyder                         |                                                  |
| 2021 | Godzilla vs. Kong                    | Adam Wingard                        |                                                  |
| 2021 | Armata celor morți                   | Zack Snyder                         |                                                  |
| 2022 | The 355                              | Simon Kinberg                       |                                                  |
| 2022 | Sonic the Hedgehog 2                 | Jeff Fowler                         |                                                  |
| 2022 | 3000 de ani de dorință               | George Miller                       |                                                  |
| 2024 | Furiosa                              | George Miller                       |                                                  |
| TBA  | Rebel Moon                           | Zack Snyder                         |                                                  |

### Scoruri de jocuri video
| An   | Titlu                       | Dezvoltator(i)          | Editor(i)              | Note                                                                                    |
| ---- | --------------------------- | ----------------------- | ---------------------- | --------------------------------------------------------------------------------------- |
| 2002 | Quantum Redshift            | Curly Monsters          | Microsoft Game Studios | N/A                                                                                     |
| 2003 | Need for Speed: Underground | EA Black Box            | Electronic Arts        | "Action Radius"                                                                         |
| 2005 | Burnout 3: Takedown         | Criterion               | Electronic Arts        | N/A                                                                                     |
| 2005 | Forza Motorsport            | Turn 10 Studios         | Microsoft Game Studios | N/A[[]]                                                                                 |
| 2005 | The Sims 2: Nightlife       | Maxis                   | Electronic Arts        | Remix la Neighborhood Theme.                                                            |
| 2006 | Need for Speed: Carbon      | EA Black Box            | Electronic Arts        | Melody - Feel the Rush (Remix) Yonderboi - People Always Talk About The Weather (Remix) |
| 2007 | SSX Blur                    | EA Montreal             | EA Sports BIG          | N/A                                                                                     |
| 2007 | Need for Speed: ProStreet   | EA Black Box            | Electronic Arts        | Compus cu Andre Ettema și Sam Estes                                                     |
| 2008 | Burnout Paradise            | Criterion               | Electronic Arts        | N/A                                                                                     |
| 2010 | The Sims 3 - Re-Imagined    | Maxis                   | Electronic Arts        | N/A                                                                                     |
| 2011 | Darkspore                   | Maxis                   | Electronic Arts        | N/A                                                                                     |
| 2015 | Madden NFL 16               | EA Tiburon              | EA Sports              | N/A                                                                                     |
| 2017 | FIFA 18                     | EA Vancouver EA Romania | EA Sports              | N/A                                                                                     |

## Legături externe
- Site web oficial
- Junkie XL la Internet Movie Database